# Городилов, Павел Иванович
Па́вел Ива́нович Городи́лов (1918—1989) — советский рыбак, Герой Социалистического Труда (1963).

## Биография
Павел Городилов родился в 1918 году в деревне Городиловцы на территории нынешней Кировской области России. С 1940 года Павел Иванович работал матросом на судах Мурманского тралового флота. С 1945 по 1969 год являлся старшим мастером по добыче рыбы на РТ-29 «Киров», БМРТ «Хабаровск» и других рыболовецких судах.
За трудовые успехи указом Президиума Верховного Совета СССР 13 апреля 1963 года Городилову Павлу Ивановичу было присвоено звание Героя Социалистического Труда и вручена Золотая медаль «Серп и Молот». Одно из судов Мурманского тралового флота было названо именем рыбака-героя.
Умер Павел Иванович в Мурманске в 1989 году.
Похоронен на новом городском кладбище Мурманска.